# Kanton Segonzac
Der Kanton Segonzac war bis 2015 ein französischer Wahlkreis im Département Charente und in der damaligen Region Poitou-Charentes. Er umfasste 16 Gemeinden im Arrondissement Cognac; sein Hauptort (frz.: chef-lieu) war Segonzac. Die landesweiten Änderungen in der Zusammensetzung der Kantone brachten im März 2015 seine Auflösung. Vertreter im conseil général des Départements war zuletzt für die Jahre 2011–2015 Jérôme Sourisseau.

## Gemeinden
| Gemeinde                 | Einwohner Jahr | Fläche km² | Bevölkerungsdichte | Postleitzahl | Code INSEE |
| ------------------------ | -------------- | ---------- | ------------------ | ------------ | ---------- |
| Ambleville               | 184 (2013)     | –          | – Einw./km²        | 16300        | 16010      |
| Angeac-Champagne         | 509 (2013)     | –          | – Einw./km²        | 16130        | 16012      |
| Bourg-Charente           | 826 (2013)     | –          | – Einw./km²        | 16200        | 16056      |
| Criteuil-la-Magdeleine   | 446 (2013)     | –          | – Einw./km²        | 16300        | 16116      |
| Gensac-la-Pallue         | 1607 (2013)    | –          | – Einw./km²        | 16130        | 16150      |
| Genté                    | 900 (2013)     | –          | – Einw./km²        | 16130        | 16151      |
| Gondeville               | 537 (2013)     | –          | – Einw./km²        | 16200        | 16153      |
| Juillac-le-Coq           | 667 (2013)     | –          | – Einw./km²        | 16130        | 16171      |
| Lignières-Sonneville     | 613 (2013)     | –          | – Einw./km²        | 16130        | 16186      |
| Mainxe                   | 696 (2013)     | –          | – Einw./km²        | 16200        | 16202      |
| Saint-Fort-sur-le-Né     | 392 (2013)     | –          | – Einw./km²        | 16130        | 16316      |
| Saint-Même-les-Carrières | 1098 (2013)    | –          | – Einw./km²        | 16720        | 16340      |
| Saint-Preuil             | 282 (2013)     | –          | – Einw./km²        | 16130        | 16343      |
| Salles-d’Angles          | 1045 (2013)    | –          | – Einw./km²        | 16130        | 16359      |
| Segonzac                 | 2118 (2013)    | –          | – Einw./km²        | 16130        | 16366      |
| Verrières                | 346 (2013)     | –          | – Einw./km²        | 16130        | 16399      |